# Vojna baza
Vojna baza je izraz koji se u vojnoj terminologiji koristi za svako građevinski objekt ili postrojenje, odnosno kompleks objekata i postrojenja kojim upravlja neki od komponenata oružanih snaga u svrhu zaštite i/ili održavanja vojne i opreme ili osoblja, odnosno vršenja obuke i/ili vođenja ratnih operacija.
Baze se najčešće, prema tome pripadaju li prvenstveno kopnenoj vojsci, mornarici i zrakoplovstvu pojedine države, najčešće dijele na:
- kopnene
- pomorska baza (najčešće u obliku ratne luke)
- zrakoplovne (najčešće u obliku vojnog aerodroma).

Ovisno o tome nalaze li se na domaćem ili stranom teritoriju, dijele se na:
- domaće (matične) baze;
- prekomorske baze

Ovisno o tome jesu li trajno vezane za neko područje, baze mogu biti:
- trajne
- privremene (logori)
- pokretne (od čega je najpoznatiji primjer nosač aviona kao pokretna zračna baza na moru)

## Poveznice
- Fortifikacija
- Stožer
- Arsenal (ustanova)
- Vojni poligon

## Vanjske poveznice
- Official Directory of US Military bases, with Maps of base locations and nearby facilities for Military personel.[neaktivna poveznica]
- Map of US Military bases - of questionable validity for locations outside of the USA  Arhivirana inačica izvorne stranice od 17. ožujka 2015. (Wayback Machine)
- Royal Engineers Museum  Arhivirana inačica izvorne stranice od 30. svibnja 2010. (Wayback Machine) Military Works (construction)
- New US Military Bases: Side Effects Or Causes Of War? by Zoltan Grossman